# مندون، میشیگان
مندون (به انگلیسی: Mendon Township) یک منطقهٔ مسکونی در ایالات متحده آمریکا است که در شهرستان سنت ژوزف، میشیگان واقع شده‌است.
 مندون ۹۳٫۸ کیلومتر مربع مساحت و ۲٬۷۷۵ نفر جمعیت دارد و ۲۶۹ متر بالاتر از سطح دریا واقع شده‌است.